# The Machinist
The Machinist (bra: O Operário; prt: O Maquinista) é um filme hispano-estadunidense de 2004, dos gêneros drama e suspense, escrito por Scott Kosar, dirigido por Brad Anderson e estrelado por Christian Bale.

## Sinopse
Trevor Reznik (Christian Bale) sofre de insônia há 1 ano e isso se reflete nitidamente em sua saúde física e mental. Por esse motivo, nos últimos tempos se tornou um homem bastante solitário. Suas únicas ligações emocionais, aparentemente, são com uma prostituta chamada Stevie (Jennifer Jason Leigh) e Maria (Aitana Sánchez-Gijón), uma garçonete que trabalha em uma cafeteria de um aeroporto. Reznik é Operário em uma fábrica e durante um dia normal no trabalho, Miller (Michael Ironside), colega de Reznik, pede seu auxílio para executar uma função na máquina que opera, mas Reznik é distraído por algo e Miller sofre um grave acidente. Logo após ao ocorrido, Reznik começa a pensar que está sendo perseguido pelos seus colegas de trabalho e fica paranóico com a ideia de que o culpam pelo que aconteceu. Outras situações suspeitas ocorrem em seu cotidiano, fazendo com que Reznik fique ainda mais desconfiado e mais do que nunca, busque lutar para manter sua sanidade e seu emprego.

## Elenco
- Christian Bale como Trevor Reznik
- Jennifer Jason Leigh como Stevie
- Michael Ironside como Miller
- Aitana Sánchez-Gijón como Maria
- John Sharian como Ivan
- Lawrence Gilliard Jr. como Jackson

## Produção
Apesar de o filme se passar em uma cidade da Califórnia, ele foi gravado quase inteiramente em Barcelona, Espanha. Christian Bale fez uma dieta rigorosa de quatro meses antes de começarem as gravações, pois seu personagem precisava parecer drasticamente magro e doente. Sua dieta consistia em apenas uma xícara de café preto, uma maçã e uma lata de atum por dia, oque dava aproximadamente de 55 a 260 calorias diárias.